# Стефан Таушиц
Стефан Таушиц (нім. Stephan Tauschitz; 9 липня 1889 — 29 березня 1970, Клагенфурт) — австрійський фермер, політик і дипломат.

## Біографія
Після відвідання середньої школи в Клагенфурті Таушиц навчався у Віденському технічному університеті, отримав диплом інженера в 1922 році. Брав участь у Першій світовій війні (1914—1918), дослужився до звання капітана і був поранений в Сербії. Якийсь час перебував у воєнізованому об'єднанні Хеймвер, але потім вийшов із нього.
У 1927 році він став членом Аграрної ліги. Таушиц був депутатом Ландтага Каринтії (1927—1930), який він очолював з 27 жовтня 1931 року до 20 жовтня 1932 року. З 1927 по 1934 рік він був членом Національної ради, в 1931—1932 роках третій президент Національної Ради. 1932—1933 він був головою парламентської групи Ліги Землі.
У 1933 році був послом Австрії в Берліні і Каунасі. З 10 липня 1934 року по 3 серпня 1934 року Таушиц був державним секретарем у закордонних справах в Федеральному уряді.
7 травня 1945 року прийняв від Фрідріха Райнера його посаду гауляйтера і губернатора Каринтії до Виконавчого комітету. Голова цього комітету був соціал-демократ Ганс Піеч, його заступником був Стефан Таушіц. Британський уряд коливалося в вирішенні питання про визнання цього уряду.
У 1950 році він був відновлений на дипломатичній службі Республіки Австрії, був міністром, а потім послом в Аргентині, Парагваї та Уругваї, останнім часом в Афінах.
31 грудня 1954 він був переведений на постійну пенсію. 28 лютого 1955 року вийшов у відставку.